# Luis María de Borbón y Vallabriga

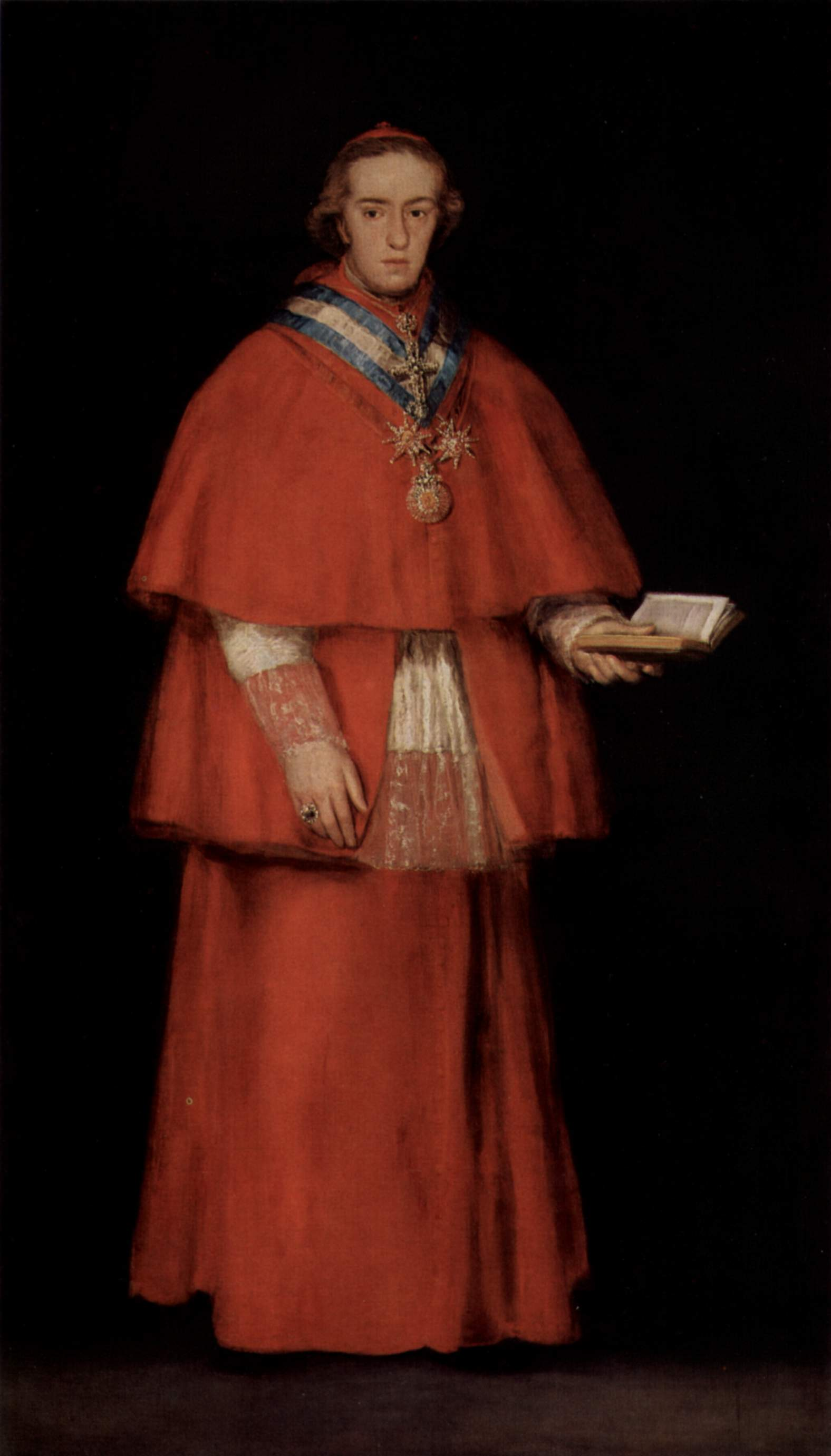
Kardinal Luis Maria de Borón y Vallabriga (Porträt von Francisco de Goya, um 1800)

Luis María de Borbón y Vallabriga (* 22. Mai 1777 in Cadalso de los Vidrios; † 19. März 1823 in Madrid) war Kardinal und Erzbischof von Toledo. Außerdem war er durch Erbfolge in den Jahren 1794–1803 Träger des Titels eines Grafen von Chinchón.

## Biografie

Wappen Luis María Kardinal de Borbón y Vallabriga

Der Sohn des Infanten Luis de Borbón y Farnesio, des jüngsten Bruders des spanischen Königs Karl III., wurde nach dem frühen Tod seines Vaters von Mönchen in Toledo erzogen. Am 13. März 1799 zum Priester geweiht, wurde er bereits am 15. März 1799 zum Erzbischof von Sevilla erhoben. Nachdem ihm der Patriarch von Westindien, Kardinal Antonio Sentmanat y Castellá, am 2. Juni 1799 die Bischofsweihe gespendet hatte, ernannte ihn Papst Pius VII. am 20. Oktober 1800 mit nur 23 Jahren zum Kardinal und noch am gleichen Tag zum Kardinalpriester von Santa Maria della Scala. Bereits am 22. Dezember 1800 zum Erzbischof von Toledo aufgestiegen, blieb er bis 1814 zugleich Apostolischer Administrator für das Erzbistum Sevilla.
Während der französischen Okkupation Spaniens (1808–1813) war er der einzige Angehörige der königlichen Familie, der im Lande blieb. Er wurde Präsident der Regentschaft von Cádiz und sanktionierte 1812 die Dekrete der konstituierenden Versammlung der Cortes. 1814 empfing er den zurückkehrenden König in Valencia, fiel bald in Ungnade und wurde in seine Diözese verbannt und der Verwaltung und der Einkünfte des Bistums Toledo beraubt. Am 19. Dezember 1814 trat er als Erzbischof von Toledo zurück.
Doch ernannte ihn der König nach der Revolution vom März 1820 zum Präsidenten der spanischen Regierungsjunta. Nach vollständiger Organisation der konstitutionellen Regierung kam er in den Staatsrat, starb aber schon am 19. März 1823 im Alter von nur 46 Jahren. Er wurde in der Kathedrale von Toledo beigesetzt.